# Dagmar Weidenhielm
Dagmar Elisabet Weidenhielm, född 1 november 1868 i Kristdala församling, Kalmar län, död 1 februari 1915 i Falun, var en svensk hovfröken.

## Biografi
Dagmar Weidenhielm föddes 1868 på Hägerum i Kristdala socken. Hon var dotter till generallöjtnanten och statsrådet Oscar Weidenhielm och Charlotte Henrietta Botilda Ahlberg. Weidenhielm blev 7 juli 1893 hovfröken hos kronprinsessan Victoria och tilldelades 18 september 1897 Konung Oscar II:s jubileumsminnestecken Hon blev 2 november 1905 hovfröken hos hertiginnan Margareta av Skåne, från 1907 Sveriges kronprinsessa. Hon tilldelades 20 september 1906 Kronprins Gustafs och Kronprinsessan Victorias silverbröllopsmedalj och 6 juni 1907 Konung Oscar II:s och Drottning Sofias guldbröllopsminnestecken. Weidenhielm blev 10 januari 1914 kammarfröken hos kronprinsessan Margareta. Hon avled 1915 i Falun.